# Gheorghe Tătărescu
Gheorghe Tătărescu (født 21. december 1886, død 27. marts 1957) var en rumænsk politiker.
- Premierminister i 1934-37 og 1939-40
- Udenrigsminister i 1934, 1938 og 1945-47
- Krigsminister i 1934

I 1950, kort efter grundlæggelsen af Folkerepublikken Rumænien blev han arresteret og sendt til Sighet fængsel. Han blev løsladt i 1955 og døde kort derefter.